# Parafia św. Kanizjusza w Snowtown
Parafia św. Kanizjusza w Snowtown – parafia rzymskokatolicka, należąca do diecezji Port Pirie, erygowana w 1900 roku.
Parafia na swoim terytorium posiada cztery kościoły: 
- Kościół św. Kanizjusza w Snowtown
- Kościół Matki Bożej Różańcowej w Bute
- Kościół św. Małgorzaty w Port Broughton
- Kościół św. Marcina w Redhill